# Consórcio Público de Saúde da Microrregião de Sobral
O Consórcio Público de Saúde da Microrregião de Sobral (CPSMS) é um consórcio intermunicipal de saúde formado pelos municípios de Alcântaras, Cariré, Catunda, Coreaú, Forquilha, Frecheirinha, Graça, Groaíras, Hidrolândia, Ipu, Irauçuba, Massapê, Meruoca, Moraújo, Mucambo, Pacujá, Pires Ferreira, Reriutaba, Santa Quitéria, Santana do Acaraú, Senador Sá, Sobral, Uruoca e Varjota. É mantido com Recursos Públicos dos Municípios participantes e ainda com recurso do Governo do Estado do Ceará sendo incorporado como ponto de atenção no Sistema Único de Saúde (SUS). Sua sede localiza-se à Rua Padre Antonio Ibiapina, 170, no Centro de Sobral.

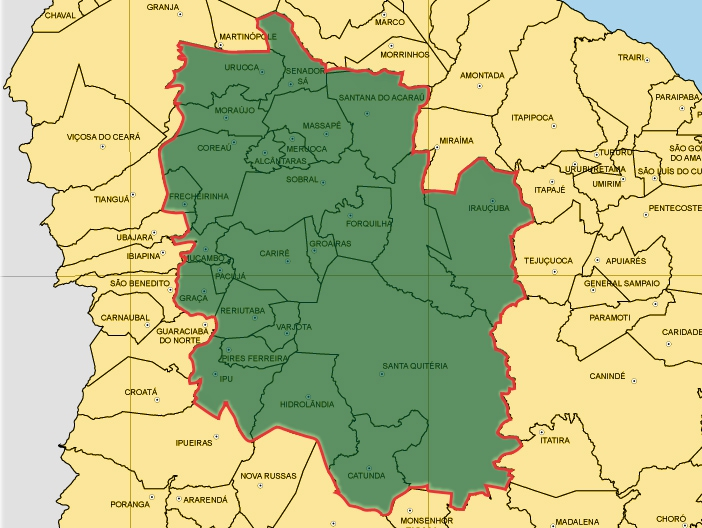
Consócio Público de Saúde da Microrregião de Sobral

## Instalações
Conta com uma policlínica e um Centro de Especialidades Odontológicas, o CEO-R Reitor Ícaro de Sousa Moreira.
A policlínica Bernardo Félix da Silva localiza-se na  Av. Mosenhor Aloísio Pinto, S/N e oferta atendimento nas áreas de Oftalmologia, Otorrino, Clínico Geral, Cardiologia, Ginecologia Obstetrícia, Mastologia, Cirurgia Geral, Gastroenterologia, Urologia, Traumatologia, Neurologia, Endocrinologia e Angiologia.
Já o CEO-R Reitor Ícaro de Sousa Moreira localiza-se na Rua Padre Antonio Ibiapina, 170 e oferta gratuitamente atendimento especializado em odontologia para a população dos municípios que compõem o consórcio.